# Club Baloncesto Al-Qázeres
El Club Baloncesto Al-Qázeres, también conocido como Alter Enersun Al-Qázeres Extremadura por motivos de patrocinio, es un club de baloncesto femenino español con sede en la ciudad de Cáceres, en Extremadura, cuyo equipo milita en la Liga Femenina Challenge, la segunda división del baloncesto femenino nacional.

## Historia
El Club Baloncesto Al-Qázeres se fundó en 2008, en esa misma temporada ya participa en competiciones federadas con un equipo en 1ª División Femenina, además de contar con equipos desde benjamín hasta sénior.
A partir de la temporada 2021-22, el club compite en la segunda categoría del baloncesto nacional, la Liga Femenina Challenge, donde ha logrado mantenerse en su primer año y participar en los playoffs de ascenso en las dos siguientes campañas.

## Denominaciones
- Hierros Díaz Al-Qázeres (2008-2010)
- CB Al-Qázeres (2010-2011)
- Mefiex-CHV Al-Qázeres (2011-2012)
- CB Al-Qázeres (2012-2013)
- CB Al-Qázeres Extremadura (2013-2017)
- Nissan Al-Qázeres Extremadura (2017-2020)
- Alter Enersun Al-Qázeres Extremadura (2020-)

## Trayectoria
| Temporada | Nivel | División                | Pos. | Postemporada             | TR    | PO  |
| --------- | ----- | ----------------------- | ---- | ------------------------ | ----- | --- |
| 2008-09   | 3     | 1.ª División Fem        | 3.º  | Cuartos final            | 9-5   | 0-2 |
| 2009-10   | 3     | 1.ª División Fem        | 6.º  | –                        | 4-8   | –   |
| 2010-11   | 3     | 1.ª División Fem        | 8.º  | –                        | 6-14  | –   |
| 2011-12   | 3     | 1.ª División Fem        | 8.º  | Ascenso                  | 4-12  | –   |
| 2012-13   | 2     | Liga Femenina 2         | 2.º  | Semifinal (4.º)          | 16-4  | 2-2 |
| 2013-14   | 2     | Liga Femenina 2         | 2.º  | Semifinal (2.º)/ Ascenso | 19-3  | 3-1 |
| 2014-15   | 1     | Liga Femenina           | 14.º | Descenso                 | 6-20  | –   |
| 2015-16   | 2     | Liga Femenina 2         | 1.º  | Semifinal (2.º)/ Ascenso | 23-3  | 3-1 |
| 2016-17   | 1     | Liga Femenina           | 9.º  | –                        | 11-15 | –   |
| 2017-18   | 1     | Liga Femenina           | 9.º  | –                        | 10-16 | –   |
| 2018-19   | 1     | Liga Femenina           | 11.º | –                        | 9-17  | –   |
| 2019-20   | 1     | Liga Femenina           | 12.º | –                        | 6-16  | –   |
| 2020-21   | 1     | Liga Femenina           | 15.º | Descenso                 | 7-23  | –   |
| 2021-22   | 2     | Liga Femenina Challenge | 11.º | –                        | 11-19 | –   |
| 2022-23   | 2     | Liga Femenina Challenge | 7.º  | Cuartos final (7.º)      | 15-15 | 0-2 |
| 2023-24   | 2     | Liga Femenina Challenge | 8.º  | Cuartos final (8.º)      | 16-14 | 0-2 |
| 2024–25   | 2     | Liga Femenina Challenge | 10.º | –                        | 12-18 | –   |
| 2025–26   | 2     | Liga Femenina Challenge |      |                          |       |     |